# Abaar
Pour les articles homonymes, voir Abar.
Abaar (ou Abar) est un village du Cameroun situé dans la région du Nord-Ouest, le département du Menchum et l'arrondissement de Fungom (commune de Zhoa), à proximité de la frontière avec le Nigeria. C'est aussi le siège d'une chefferie traditionnelle de 2e degré.
À pied, Abaar se trouve à 30 minutes de Missong, à 90 minutes de Mashi, Mufu et Mbu', et à 2 heures de Mundabili et Koshin.

## Population
En 1970 Abaar comptait 438 habitants, en 1987, 606.
Lors du recensement de 2005, on y a dénombré 792 personnes.
Abaar dispose d'un marché et d'un dispensaire.
On y parle notamment l'abar (ou mungbam), une langue en voie de disparition.